# 農村戸籍
農村戸籍（のうそんこせき）とは、中華人民共和国の戸籍制度上の都市と農村との二元的な管理制度において、農村住民が有する戸籍のことである。中国語の「农业户口」に従って農業戸籍とも訳す。

## 概説
中華人民共和国憲法において、法の下の平等が規定されているが、実際には都市と農村との間に大きな差別が存在しており、都市と農村という二元的な管理構造が中国社会の大きな特徴となっている。都市の労働者は様々な社会保障制度によって手厚い保護を受ける一方で、農村の農民は自給自足を原則として、社会保障制度の対象から外されていた。これは長期に及ぶ戦乱の末にようやく成立した政権が、疲弊した経済環境のもとで工業を重点的に育成するためにとった、当時としては止むを得ざる措置であるといえる。
大都市を中心に発達した工業は、ごく一部を除いて全て国有化され、そこで働く労働者は国営企業の従業員として、公務員に準ずる待遇を得、貧しいながらも安定した生活が保障されてきた（単位 (社会組織)参照）。これに対し農村では、建国直後の土地改革によって一旦は農民個人の私有とされた土地が、1950年代半ばの農村集団化によって集団所有へと移行したため、農村では集団所有制が所有制の基軸を形成した。集団所有制のもとに置かれた農民は、政府から十分な保障を受けることができず、基本的には自らの集団内部で自力救済を図るほかなかった。それでも経済的に恵まれた人民公社は、集団所有制のメリットを発揮して互助的な生活環境を維持できたが、全体から見ればそうした人民公社は少数で、大半の人民公社は厳しい貧困に直面して、都市部のような生活保障を受けることができなかった。
建国から50年以上経てもなお、戸籍の二元的管理にもとづく都市と農村、労働者と農民という差別を基本的には克服できないでいたが、改革開放後の市場経済化とそれによってもたらされた経済発展により大きな変動期を迎えるようになった。

## 改革開放路線と農民工の登場
1978年の中国共産党第十一期中央委員会第三回全体会議で「改革開放」路線が打ち出され、市場経済への移行が進むにともない、このような関係は急速に解消され、国有企業に解雇権が与えられる一方、労働者にも職業選択の自由が与えられ、労働力市場が形成されることになった。これにより国有企業は終身雇用制から転換して、労働契約制に移行することになった。
当初は普及しなかった労働契約制も、1993年の中華人民共和国公司法の制定による国有企業が株式会社へ移行し始め、1994年の中華人民共和国労働法の制定が労働契約制への全面的な移行を促したことにより、急速に普及した。労働契約の普及は、多様な雇用形態を生み出し、安価な賃金を前提とする労働力市場の拡大が中国経済の拡大を支え、安価な労働力を確保する必要性が生じ、貧しい農村地域からも、賃金収入を求めて大量の労働者（「農民工」）が都市へ流入した。しかし、彼らは職を得て都市に定住しても、戸籍は出身地の農村に置かれたままになり、都市戸籍（非農業戸籍）を得られるわけでない。このような「農民工」の多くは、二級市民として差別され、貧困から抜け出せない生活を余儀なくされた。

## 二元的社会構造の変革
中国共産党総書記の胡錦濤政権は2002年の成立以後「和諧社会」の創出を掲げて、経済格差の是正に取り組んできた。2005年頃から新農村建設という政策を掲げて、内陸部農村の経済発展を促し、2010年頃からは労働者の最低賃金制度を普及させるとともに、大幅な賃金引き上げを実施している。また新農村建設と並行して、都市と農村の垣根を取り払う都市・農村一体化政策を段階的に実施しており、その中で農村戸籍を都市戸籍に切り替える措置も実施している。
2021年、中国国家発展改革委員会は常住人口300万人未満の都市で戸籍取得制限の全面撤廃を実施する方針を出した。また2025年までに都市部の常住人口率を65.0%にする目標を掲げた。

## 戸籍一元化への取り組み
中国共産党総書記の習近平政権は登場時から一定程度の戸籍制度自由化を推進してきたが、2014年7月、「戸籍制度改革をより一層推進することに関する意見」（以下「意見」）を公布し、都市と農村を一元的に管理する制度の導入を地方政府（省・直轄市・自治区）に対して働きかけた。この「意見」では、農村戸籍・都市戸籍・青印戸籍（他省戸籍保持者を当該市の常駐戸籍と同一とみなす特例措置）を廃止して、すべて「住民戸籍（居民戸籍）」とすることを求めている 。2016年9月、この「意見」に基づき全国で31の自治体が統一戸籍導入の検討に入ったことが報じられた。なお、「意見」では完全に自由な戸籍の移動が認められたわけではなく、都市規模によって自由度が異なる。中国各地で地方から流入する人口の制限を目的とした都市戸籍の取得希望者について、学歴や年齢や技術技能レベル等を点数化し一定の得点に達した人だけに都市戸籍を与える新戸籍制度が導入されている。ただし市の社会保険加入2年未満や定職、定住所が無い者は、得点にかかわらず都市戸籍から締め出される。出来るだけ若くて高い技能を持った人を都市に集めたい政策的目的のためで、中小都市への戸籍移転に門戸を広げる一方、北京、上海、南京などの大都市への移住は得点方式で門戸を狭める政策を行っている。中国政府は2020年までに31の省や直轄市で農村戸籍と都市戸籍を「居民戸籍」に一本化する目標であったが、2019年現在も議論が続いている。よく誤解されているが、現在の中華人民共和国に於いては「都市戸籍」は都市部の戸籍という意味ではなく、国から土地の貸与を受けた小作農以外の戸籍を指すため、農村部であっても都市戸籍は存在する。